# الی کالاوی
الی کالاوی (انگلیسی: Ely Callaway Jr.؛ ۳ ژوئن ۱۹۱۹ – ۶ ژوئیهٔ ۲۰۰۱) کارآفرین اهل ایالات متحده آمریکا بود، که در سال ۱۹۸۲ شرکت کالاوی را تأسیس کرد.